# II symfonia Mahlera
II symfonia c-moll (Symfonia zmartwychwstania) – symfonia Gustava Mahlera, skomponowana w latach 1888–1894, miała premierę w grudniu 1895 roku; najbardziej popularne dzieło tego kompozytora. 

## Historia

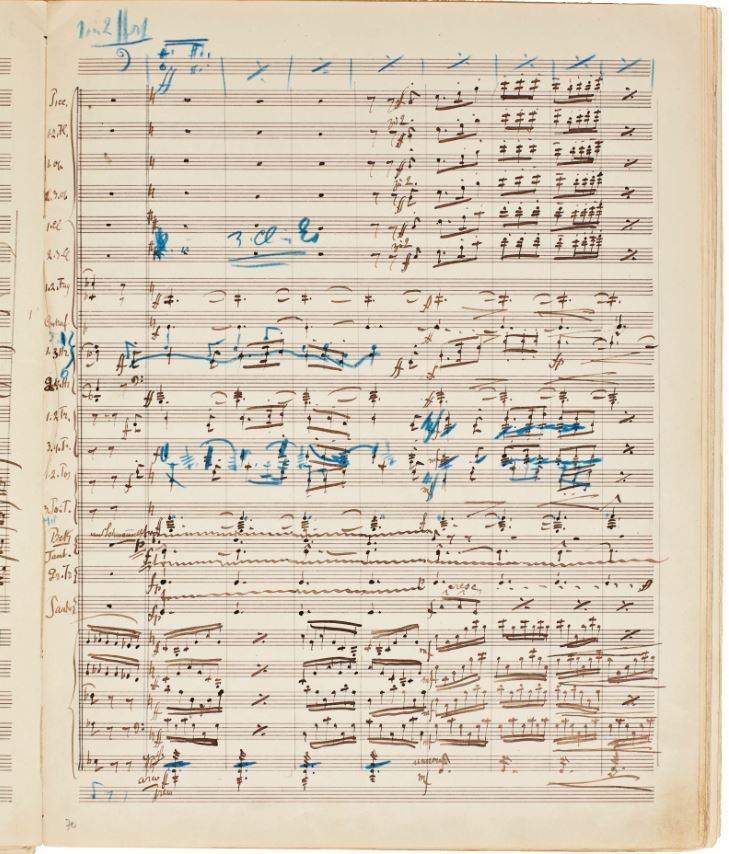
Strona z rękopisu części II

Symfonia powstała w latach 1888–1894, w sześć lat po zakończeniu I symfonii, była pisana podczas wakacji w Alpach oraz nad morzem. Kompozytor częściowo wykorzystał swój poemat symfoniczny Todtenfeier (Totenfeier), napisany na podstawie Dziadów Adama Mickiewicza, do stworzenia pierwszej części symfonii poprzez transkrypcję; pierwsza część powstawała w Pradze, partytura nazwana Todtenfeier ma naniesioną datę 10 sierpnia 1888 roku. Druga, trzecia i czwarta część powstały w 1893 roku. Ostateczna trzecia część została ukończona 16 lipca 1893 roku, ale wcześniej Mahler zapisał ją jako drugą część, natomiast Andante zostało zanotowane jako część czwarta.
Część trzecia – Scherzo – została oparta na pieśni Des Antonius von Padua Fischpredigt ze zbioru Des Knaben Wunderhorn (pol. Czarodziejski róg chłopca), jest przez to zaliczana do Wunderhorn-Sinfonien, jest pierwszą symfonią, w której Mahler wykorzystał motyw z tego zbioru.
Na pogrzebie Hansa von Bülowa usłyszał odę Die Auferstehung (pol. Zmartwychwstanie) autorstwa Friedricha Gottlieba Klopstocka (zob. Auferstehn, ja auferstehn wirst du), którą wykorzystał przy komponowaniu piątej części symfonii (od niej pochodzi nazwa symfonii). Planował wykorzystanie chóru w piątej części, ale hamowała go myśl, że zostanie mu to poczytane za zewnętrzne naśladownictwo Beethovena (zob. IX symfonia Beethovena). Komponowanie zakończył w czerwcu 1984 roku.
Pierwsze trzy części wykonano w Berlinie pod batutą Mahlera 4 marca 1895 roku, a cała symfonia została po raz pierwszy wykonana 13 grudnia 1895 roku w Berlinie – Mahler dyrygował wówczas orkiestrą Berliner Philharmoniker w Filharmonii Berlińskiej.
Kompozytor sporządził dokładne wyjaśnienie znaczenia swojej symfonii do programu koncertu w Dreźnie w 1901 roku, jednak z czasem je wycofał, przekonany, że eschatologiczny przekaz symfonii jest wystarczająco sugestywny. Utwór zresztą jest niemal pozbawiony powiązań literacko-muzycznych, a ilustracyjne efekty pojawiają się wyłącznie w części finałowej. 
Kompletny 232-stronicowy rękopis symfonii pisany w latach 1888–1894 o wymiarach około 35 x 27 cm pozostawał w rękach kompozytora do jego śmierci, następnie odziedziczyła go jego żona Alma Mahler-Werfel, która posiadała go do 1920 roku; kolejnym właścicielem został dyrygent Willem Mengelberg, któremu rękopis został podarowany przez wdowę po Mahlerze; po jego śmierci w 1951 roku przejęli go jego spadkobiercy, w latach 1982–1984 dysponowała nim Fundacja Willema Mengelberga (rękopis wówczas był przechowywany w Kunstmuseum Den Haag), a kolejnym właścicielem został dyrygent Gilbert Kaplan, który go posiadał do końca życia. Przekazał on tenże rękopis jako depozyt do Morgan Library & Museum oraz opublikował jego faksymile. Po jego śmierci manuskrypt został sprzedany anonimowemu nabywcy w londyńskim domu aukcyjnym Sotheby’s 29 listopada 2016 roku za kwotę 4 546 250 funtów szterlingów (wylicytowano go za 3,9 mln funtów). 

## Charakterystyka

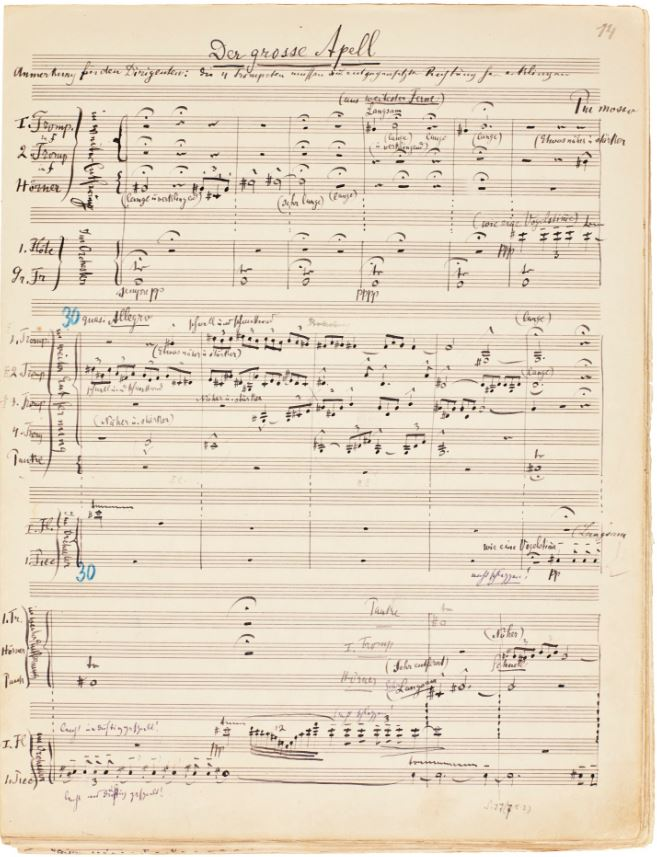
Strona z rękopisu części V

Symfonia została napisana w tonacji c-moll. Jest przeznaczona na wielką orkiestrę z towarzyszeniem głosu sopranowego, altowego oraz chóru. Poprzez zastosowanie partii wokalnych stanowi symfonię-kantatę. Wykonanie zajmuje około 79 minut. Dzieło składa się z pięciu części:
I. Allegro maestoso. Mit durchaus ernstem und feierlichem Ausdruck
II. Andante moderato. Sehr gemächlich. Nie eilen
III. Scherzo. In ruhig fließender Bewegung
IV. Urlicht
V. Im Tempo des Scherzos
Pierwsza część, Allegro maestoso (pierwotnie nazwana Święto umarłych) to forma sonatowa z dwoma tematami: „dramatycznym” i „lirycznym” oparta o rytm marsza żałobnego. W partyturze znajduje się adnotacja, aby oddzielić tę część co najmniej pięciominutową przerwą od części następnej. W charakterystyce programowej ta część była opisana jako ilustracja stania nad grobem ukochanego człowieka i rozmyślanie nad sensem życia oraz pytaniem o możliwość życia po śmierci.
Druga część, Andante moderato w metrum 3/8 ma charakter intermezza i stanowi przeciwieństwo części pierwszej utrzymane w idyllicznym nastoju; obfituje austriackie motywy muzyczne, przypomina menueta. W charakterystyce programowej ta część była opisana jako [b]łogie spojrzenie na życie zmarłego; żałosne wspomnienie młodości i utraconej niewinności.
Trzecia część to Scherzo również o charakterze intermezza; pomimo oparcia go o humorystyczną i sarkastyczną pieśń o kazaniu św. Antoniego do ryb ma sardoniczny i upiorny charakter. W charakterystyce programowej ta część miała dać wyraz pełnemu rozpaczy zwątpieniu w siebie i Boga.
Czwarta część Urlicht (pol. Praświatło, Praświatłość lub Jutrzenka) ma charakter pieśni na orkiestrę z głosem altowym solo, którą można traktować jako proste wyznanie wiary. Jest oparta na pieśni Urlicht pochodzącej także ze zbioru Des Knaben Wunderhorn. Według Bohdana Pocieja można ją również traktować jako intermezzo w strukturze symfonii. W charakterystyce programowej ta część to głos naiwnej wiary dającej ukojenie, w pieśni pojawiają się słowa: jestem z Boga i do Boga chcę iść z powrotem. Partia solowa dominuje nad orkiestrą.
Piąta finałowa część jest niemal dwukrotnie dłuższa od części pierwszej; została oparta na chorale Friedricha Gottlieba Klopstocka. Kompozytor wykorzystał w tej części potężną obsadę: dwie grupy orkiestrowe z dużą obsadą sekcji dętej, a także chór i głosy solowe. Finał jest wielowątkowy i monumentalny, kończy się optymistyczną wizją zmartwychwstania. W charakterystyce programowej ta część to przywołanie nastroju pierwszej części, a przede wszystkim nadejście sądu ostatecznego wraz z towarzyszącym mu zamętem i trwogą, ale głos istot niebieskich oraz świętych zapewnia śpiewem o zmartwychwstaniu, a objawiony Boży majestat przynosi pokój i ukojenie wraz z przepełniającym uczuciem miłości.

## Odbiór krytyczny
Utwór przez niektórych krytyków był odbierany jako niespójny, a zastosowany język muzyczny uważano za wtórny. Według Stanisława Haraschina pomimo niewątpliwych walorów utwór może razić dźwiękowym przeładowaniem, nużyć „gadatliwością” czy rozmiarami. Z czasem symfonia została doceniona i przyczyniła się do ugruntowania znaczenia Mahlera, a kompozycja zagościła na stałe w światowym repertuarze koncertowym i jest najpopularniejszym i najbardziej lubianym dziełem kompozytora.

## Wybrane nagrania
II symfonia została zarejestrowana na wałkach jako pierwsza z symfonii Mahlera w 1924 roku, wykonaniem Staatskapelle Berlin dyrygował Oskar Fried, znajomy Mahlera. Nagranie ukazało się na płycie CD w wytwórni Naxos, w serii Naxos Historical.
- Staatskapelle Berlin(inne języki), dyr. Oskar Fried(inne języki) (1924)[2]
- Minneapolis Symphony Orchestra, dyr. Eugene Ormandy (1935)[2]
- Filharmonia Nowojorska, dyr. Bruno Walter (1942)[2]
- Sydney Symphony Orchestra(inne języki), dyr. Otto Klemperer (1950)[16]
- Wiedeńscy Symfonicy(inne języki), dyr. Frederick Charles Adler(inne języki) (1956)[16]
- Radio Sinfonieorchester Stuttgart(inne języki), dyr. Carl Schuricht (1958)[2]
- orkiestra Opery Wiedeńskiej, dyr. Hermann Scherchen (1958)[2]
- Berliner Philharmoniker, dyr. John Barbirolli (1965)[17]
- London Symphony Orchestra, dyr. Georg Solti (1965)[17]
- Orkiestra Filadelfijska, dyr. Leopold Stokowski (1967)[18]
- Symphonieorchester des Bayerischen Rundfunks(inne języki), dyr. Rafael Kubelík (1969)[17]
- London Symphony Orchestra, dyr. Leonard Bernstein (1973)[18]
- Filharmonicy Wiedeńscy, dyr. Zubin Mehta (1975)[19]
- Chicagowska Orkiestra Symfoniczna, dyr. Claudio Abbado (1976)[20]
- Filharmonicy Wiedeńscy, dyr. James Levine (1989)[18]
- Koninklijk Concertgebouworkest, dyr. Riccardo Chailly (2001)[20]
- Filharmonicy Wiedeńscy, dyr. Pierre Boulez (2005)[17]
- Orkiestra Filadelfijska, dyr. Christoph Eschenbach (2007)[19]